# Giorni felici a Clichy
Giorni felici a Clichy (Jours tranquilles à Clichy) è un film del 1990 diretto da Claude Chabrol.
Il soggetto è tratto dall'omonimo romanzo di Henry Miller Giorni tranquilli a Clichy (Quiet days in Clichy), da cui nel 1970 era già stato tratto il film danese Giorni felici a Clichy (Stille dage i Clichy), diretto da Jens Jørgen Thorsen.

## Trama
Primi anni trenta: Joey, impiegato alle Poste di New York, decide di andare a Parigi a causa della sua predilezione per il sesso e la letteratura.